# Bus (vaixell)
El bus era un vaixell emprat durant el segle xii i segle xiii de molta mànega i dos o tres pals.